# Inmigración india en Panamá
La inmigración india en Panamá o inmigración hindú en Panamá se refiere al movimiento migratorio desde la India hacia Panamá.
Los inmigrantes emplean en la industria del transporte marítimo, mientras que otros se dedican principalmente en el comercio. La mayoría son hindúes con una minoría sustancial musulmana y mantienen templos y mezquitas en la Ciudad de Panamá y Colón. También poseen varias asociaciones.

## Estadísticas
Según el Ministerio de Asuntos Exteriores de la India, hacia 2004 en Panamá residían 1.953 ciudadanos indios y 211 personas de origen indio que adquirieron nacionalidad panameña. Estimaciones no oficiales de la embajada india en Panamá hablan de un número aproximado de ocho mil indios étnicos en el país, junto con sus descendientes, siendo una de las mayores concentraciones de indios en la región, excluyendo El Caribe.

## Historia
La comunidad hindostana de Panamá se origina en Guyarat y Sind (ahora parte de Pakistán). Grupos del Indostán llegaron a Panamá hacia los años 1850 para la construcción del ferrocarril entre Colón y la Ciudad de Panamá. Sin embargo, la primera inmigración significativa fue en la fase de la construcción del Canal en las primeras décadas del siglo XX, y llegando de las Antillas Británicas y  Guyana donde se habían asentado ya que estas, igual que la India y Pakistan, eran parte del Imperio Británico . Muchos de los fundadores de la Zona Libre de Colón eran indios. Desde entonces, la comunidad india ha crecido con una corriente lenta pero constante de inmigrantes.
Muchas de las actuales familias indias de Panamá se asentaron . Algunos hombres musulmanes de la India llegaron para casarse localmente con muchachas indias disponibles. La comunidad ha construido dos mezquitas y una escuela para sus hijos.
Los hindúes han construido un templo y creado una sociedad cultural llamada Sociedad Hindostana de Panamá. También hay una pequeña comunidad sij con su gurudwara.
El censo panameño de 1911 había registrado 90 personas del Indostán, de los cuales 85 eran hombres y 5 mujeres, representando el 0,2 % de la población extranjera.
La diáspora india se estableció con éxito en Panamá y ha sido capaz de adquirir cierta influencia en el gobierno. Descendientes de indios han ocupado altos cargos en el gobierno, entre ellos un viceministro y el director general de la Policía Nacional. La mayoría de los miembros de la comunidad emplean negocios al por mayor y tiendas al por menor. En una época, el transporte por carretera estaba en manos de los indios. Algunas empresas lideradas por descendientes de indios actualmente participan en la construcción. Hay muchas compañías indias en la Zona Libre de Colón, donde importan productos de la India. La comunidad, en general, se ha adaptado bien a la vida y costumbres de Panamá.